# Epifisi

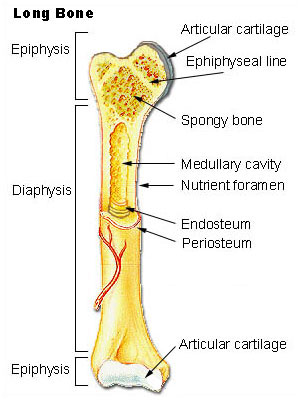
Illustrazione di un osso lungo umano.

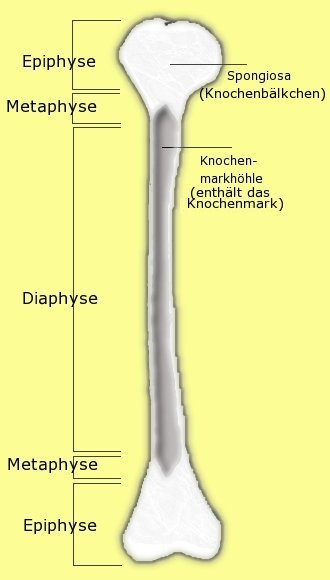
Epifisi, metafisi e diafisi.

L'epìfisi (dal greco epìphysis, "ciò che cresce sopra") è l'estremità tondeggiante delle ossa lunghe. Fa parte dell'articolazione mobile.

## Caratteristiche
Le due epifisi, che sono distinte in prossimale e distale, sono rivestite esternamente da tessuto osseo lamellare compatto, mentre contengono all'interno tessuto osseo lamellare spugnoso (le lamelle sono disposte parallelamente a formare spicole o trabecole collocate secondo le linee di forza che agiscono su quel segmento, formando un "labirinto" di spazi in cui è contenuto il midollo osseo rosso), di natura più elastica. In corrispondenza dell'articolazione mobile o diartrosi, l'epifisi conserva uno strato di cartilagine articolare, priva di pericondrio, bagnata dal liquido sinoviale, che permette di ridurre l'attrito con l'altro osso partecipante all'articolazione. Mentre il fronte di ossificazione diafisario parte dal centro della diafisi e procede longitudinalmente verso le due epifisi, quello epifisario parte dall'interno dell'epifisi e procede radialmente verso le estremità, bloccandosi però in corrispondenza della cartilagine articolare e della cartilagine metafisaria, che è raggiunta solo dal fronte di ossificazione diafisario. L'epifisi quindi possiede un proprio nucleo osseo e una propria vascolarizzazione differenti da quelle della rispettiva diafisi.

## Diafisi
La parte centrale delle ossa lunghe è detta diafisi. La diafisi è formata da tessuto osseo lamellare compatto (le lamelle sono distribuite concentricamente attorno a piccoli canali, i canali di Havers, e formano gli osteoni o sistemi haversiani) e delimita al suo interno il canale midollare, cavità contenente il midollo osseo giallo, tessuto linfoide primario sede di maturazione pre-antigenica dei linfociti B.
Tra epifisi e diafisi vi sono fisi o cartilagine di accrescimento o cartilagine metafisaria.

## Metafisi
La metafisi è una particolare zona delle ossa lunghe che si trova tra la diafisi e l'epifisi; è costituita da cartilagine e tessuto osseo spugnoso primario, racchiuso in un sottile strato di tessuto osseo compatto. A seguito dell'attività degli osteoclasti e degli osteociti si viene successivamente a formare tessuto osseo compatto, con conseguente allungamento della cavità midollare diafisiaria, in direzione delle epifisi.
Ecco i vari tipi di cartilagine derivanti da altrettante alterazioni morfologiche e biochimiche della cartilagine ialina:
- cartilagine a riposo o quiescente, immediatamente a ridosso dell'epifisi, non presenta peculiari modificazioni morfologiche rispetto alla comune cartilagine ialina;
- cartilagine di accrescimento o seriata, costituita da condroblasti che in virtù di un elevato ritmo mitotico sostenuto dall'ormone somatotropo o somatotropina proliferano disponendosi in file di cellule impilate parallele all'asse maggiore dell'osso; questa cartilagine è responsabile dell'accrescimento longitudinale delle ossa lunghe e la sua ossificazione, a partire dai vent'anni di età, comporta la saldatura della diafisi con l'epifisi e l'impossibilità per l'osso di crescere in lunghezza;
- cartilagine ipertrofica, in cui le cellule, non ricevendo più sostanze nutritive dal pericondrio (che per ossificazione perdicondrale è ormai divenuto un manicotto osseo) diventano ipertrofiche, sofferenti, rivelano all'analisi istologica segni evidenti di alterazione e iniziano a riassorbire la matrice extracellulare o condromucoide in cui sono immerse per trarne nutrimento, mentre la condromucoide va incontro a progressiva calcificazione;
- cartilagine degenerata, immediatamente adiacente al fronte di ossificazione diafisario che avanza, in cui le cellule muoiono e la condromucoide è calcificata.